# Челични пакт
Челични пакт (итал. Patto d'Acciaio), познат под званичним именом Пакт о пријатељству и савезу између Немачке и Италије, је првобитно планиран да буде трочлани војни савез Јапана, Италије и Немачке. Међутим, Јапан је планирао да пажња пакта буде усмерена против потенцијалног противника Совјетског Савеза, док су Немачка и Италија желеле да буде усмерен против Уједињеног Краљевста и Француске. Због овог неслагања пакт је потписан, без Јапана, 22. маја 1939. године од стране министра спољних послова Галеаца Ћана и Јоахима фон Рибентропа.
Пакт су чиниле две целине: први део је био отворена декларација о наставку поверења и сарадње између Немачке и Италије, док је други, „Тајни додатни протокол“, охрабривао уједињавање политика који се тичу војске и привреде.